# Gerald Müller-Simon
Gerald Müller-Simon (* 22. August 1931 in Leipzig; † 19. Januar 2023) war ein deutscher Maler, Grafiker und Keramiker.

## Leben und Werk
Gerald Müller-Simon machte von 1947 bis 1950 an der Gutenbergschule in Leipzig eine Lehre als Keramik-Lithograf. Von 1950 bis 1955 studierte er bei Heinz Wagner an der Hochschule für Grafik und Buchkunst in Leipzig. Ab 1955 war er in Leipzig als freischaffender Künstler tätig. Studienreisen führten ihn in die damalige Sowjetunion, nach Bulgarien (u. a. 1975 mit Gert Pötzschig), Tschechien, Polen, Ungarn, Cuba (1987 mit Pötzschig und Wolfgang Böttcher), Frankreich und Italien. Müller-Simon arbeitete vor allem als Maler und Grafiker, seit Mitte der 1960er Jahre auch als Keramiker. Müller-Simon hatte in der DDR und im Ausland eine bedeutende Zahl von Einzelausstellungen und Ausstellungsbeteiligungen, u. a. seit 1958, außer 1967/1968, an allen Deutschen Kunstausstellungen bzw. Kunstausstellungen der DDR in Dresden.
Müller-Simon war mit der Malerin Käte Müller verheiratet.

## Mitgliedschaften
- 1955 bis 1990: Verband Bildender Künstler der DDR
- 1991 bis 2023: Bund Bildender Künstler Leipzig

## Rezeption
„Urbane Räume, Straßenzüge, Plätze und Gebäude sind bereits seit sechs Jahrzehnten Thema der künstlerischen Auseinandersetzung Gerald Müller-Simons. Seine Gemälde und Zeichnungen zeigen Blicke in Straßenschluchten, von erhöhtem Standort aus gesehen oder aus der Sicht des Fußgängers, aus der die Gebäude übergroß aufragen. Ebenso sieht man Straßen mit Gebäuden auf der einen und Mauerzügen auf der anderen Seite, Innenhöfe mit oder ohne Baumbestand, Baumalleen oder einzelne Plätze.“

## Museen und öffentliche Sammlungen mit Werken Müller-Simons (unvollständig)
- Altenburg/Thür.: Lindenau-Museum
- Berlin: Akademie der Künste
- Frankfurt/Oder: Brandenburgisches Landesmuseum für moderne Kunst (vormals Museum Junge Kunst)
- Görlitz: Görlitzer Sammlungen für Geschichte und Kultur
- Halle (Saale): Staatliche Galerie Moritzburg
- Leipzig: Museum der bildenden Künste
- Leipzig: Kunsthalle der Sparkasse Leipzig[3]
- Leipzig: Kustodie der Universität Leipzig
- Magdeburg: Kulturhistorisches Museum
- Putbus: Kulturstiftung Rügen
- Weimar: Klassik-Stiftung Weimar

## Weitere Werke (Auswahl)

### Tafelbilder
- In Samokow (1977, Tempera; auf der VIII. Kunstausstellung der DDR)[4]
- Gaststätte mit Klavier (1981, Öl; auf der IX. Kunstausstellung der DDR)[5]

### Graphik
- Wilhelm-Leuschner-Platz (Farbholzschnitt; auf der Vierten Deutschen Kunstausstellung in Dresden)[6]
- Flutbecken (Farbholzschnitt; auf der Fünften Deutschen Kunstausstellung in Dresden)[7]
- Klostergasse in Leipzig (1963, farbiger Linolschnitt, 34,5 × 25 cm)[8]
- Reclamstraße in Leipzig (1980, Farblinolschnitt; auf der IX. Kunstausstellung der DDR)[9]

## Einzelausstellungen (unvollständig)
- 1961 Leipzig, Galerie Kunst der Zeit
- 1963 Leipzig, Museum der bildenden Künste
- 1976 Leipzig, Galerie Kunst der Zeit
- 1977 Berlin, Studio Galerie (mit Käte Müller)
- 1982 Bad Kösen, Romanisches Haus
- 1982 Borna, Galerie Torladen (Keramik und Grafik)
- 1984 Halle, Galerie am Hansering (mit Käte Müller)
- 1987 Leipzig, Galerie im Thomaskirchhof (Malerei)
- 1990 Frankfurt/Oder, Galerie Gallus (mit Käthe Müller)
- 1991 Darmstadt, Kunstverein Darmstadt
- 1993 Leipzig, Galerie Blüthner
- 1995 Hameln, Kunsthalle Hameln
- 1996 Dresden, Galerie Königstraße
- 1999 Halle/Saale, Galerie Gross
- 2000 Bitterfeld, Galerie am Ratswall
- 2001 Leipzig, Kunsthalle der Sparkasse Leipzig (Zeichnung und Grafik, Keramik und Stillleben)
- 2002 Aschaffenburg, Galerie Casarta
- 2002 Leipzig, Schloss Taucha
- 2003 Potsdam, Galerie Samtleben
- 2005 Glauchau, Galerie artgluchowe
- 2006, Leipzig, Galerie Koenitz
- 2008 Hameln, Kunstverein Hameln
- 2009 Leipzig, Galerie am Sachsenplatz
- 2010 Schleswig, Galerie Drum
- 2011 Leipzig, Stadtgeschichtliches Museum
- 2011 Leipzig, Galerie Leipziger Schule im Galerie-Hotel Leipziger Hof („Umgestaltung des Augustusplatzes“; Retrospektive)[10]
- 2013 Galerie Koenitz („Straßen, Plätze und ein Fluss“)
- 2019/2020 Galerie Koenitz („Lichte Stadt“, mit Claudia Biehne)